# VIS Jutarnje zvijezde
VIS Jutarnje zvijezde bio je vokalno-instrumentalni sastav iz Zagreba koji je djelovao od 1962. do 1966. godine. Sastav su osnovali momci iz rubnog dijela ondašnjeg grada Zagreba; iz Vrbika, Poljana i Martinovke (sve kvartovi iz Trnja), po uzoru na slične kvartovske grupe koje su onda cvjetale kao gljive poslije kiše. 
Prve nastupe sastav je imao na lokalnom plesu na Vrbiku (ondašnji tekstilni pogon i prostorije mjesne zajednice - navečer, ne treba brkati s kasnijim Vrbikom ). Repertoar sastava sastojao se od skidanja tada popularnih; Pata Boona, Vincea Taylora, Hurricansa, Shadowsa, Elvisa Presleyja, Beatlesa, Donovana, Swinging Blue Jeansa. Uskoro grupa dobiva nastupe na tadašnjim gradskim plesnjacima za mlade; Kulušić, Studentski centar, Ribnjak, Krumpir bar (SD Trg žrtava fašizma). Sastav nastupa i po drugim gradovima u Hrvatskoj, Rijeka (ples na Zametu).
- 1966. Jutarnje zvijezde osvajaju drugo mjesto na Velikoj gitarijadi u Studentskom centru.

- 1966. sastav se raspada jer Drago Mlinarec (ritam gitara) i Mišo Tatalović (bas-gitara) odlaze u novoosnovanu Grupu 220, Goran Ivas (solo gitarist) odlazi u Vis O’Hara (koji se tad i osniva), a Nenad Šarić (bubnjevi) djeluje kao prateći glazbenik u ad hoc grupama.

## Tonski zapisi
- Night in Casablanca« (s Draženom Glasnovićem na glasoviru), (Radio Zagreb)
- San Antonio Rose, (Radio Zagreb)
- Que serra serra, (Radio Zagreb)